# Snooker na World Games 2025
Snooker na World Games 2025 – nierankingowy turniej snookerowy sezonu 2025/2026. Rozegrany został w Civil Aviation Flight University of China w Chengdu w dniach 10–14 sierpnia 2025 roku, w ramach World Games 2025.

## Mężczyźni
Do zawodów zakwalifikowało się 12 zawodników.

### Faza grupowa

#### Grupa A
| Poz. | Zawodnik           | M | Z | Frejmy wygrane | Frejmy przegrane | Różnica frejmów | Pkt |
| ---- | ------------------ | - | - | -------------- | ---------------- | --------------- | --- |
| 1    | Sebastian Milewski | 2 | 2 | 4              | 1                | +3              | 2   |
| 2    | Xiao Guodong       | 2 | 1 | 3              | 2                | +1              | 1   |
| 3    | Ali Gharahgozlou   | 2 | 0 | 2              | 0                | -4              | 0   |

- Xiao Guodong 2-0 Ali Gharahgozlou
- Xiao Guodong 1-2 Sebastian Milewski
- Sebastian Milewski 2-0 Ali Gharahgozlou

#### Grupa B
| Poz. | Zawodnik        | M | Z | Frejmy wygrane | Frejmy przegrane | Różnica frejmów | Pkt |
| ---- | --------------- | - | - | -------------- | ---------------- | --------------- | --- |
| 1    | Muhammad Asif   | 2 | 2 | 4              | 1                | +3              | 2   |
| 2    | Alexander Widau | 2 | 1 | 3              | 2                | +1              | 1   |
| 3    | Liang Xiaolong  | 2 | 0 | 0              | 4                | -4              | 0   |

- Liang Xiaolong 0-2 Alexander Widau
- Liang Xiaolong 0-2 Muhammad Asif
- Alexander Widau 1-2 Muhammad Asif

#### Grupa C
| Poz. | Zawodnik       | M | Z | Frejmy wygrane | Frejmy przegrane | Różnica frejmów | Pkt |
| ---- | -------------- | - | - | -------------- | ---------------- | --------------- | --- |
| 1    | Sourav Kothari | 2 | 1 | 3              | 2                | +1              | 1   |
| 2    | Zac Cosker     | 2 | 1 | 2              | 2                | 0               | 1   |
| 3    | Darryl Hill    | 2 | 1 | 2              | 3                | -1              | 1   |

- Sourav Kothari 2-0 Zac Cosker
- Sourav Kothari 1-2 Darryl Hill
- Darryl Hill 0-2 Zac Cosker

#### Grupa D
| Poz. | Zawodnik         | M | Z | Frejmy wygrane | Frejmy przegrane | Różnica frejmów | Pkt |
| ---- | ---------------- | - | - | -------------- | ---------------- | --------------- | --- |
| 1    | Ali Al Obaidly   | 2 | 2 | 4              | 1                | +3              | 2   |
| 2    | Michael Georgiou | 2 | 1 | 3              | 3                | 0               | 1   |
| 3    | Kamal Chawla     | 2 | 0 | 1              | 4                | -3              | 0   |

- Kamal Chawla 0-2 Ali Al Obaidly
- Kamal Chawla 1-2 Michael Georgiou
- Michael Georgiou 1-2 Ali Al Obaidly

### Runda finałowa
|  |                           |                           |                           |                  |   |                        |                        |                        |  |  |                     |                     |                     |
|  | Ćwierćfinał Do 2 frame'ów | Ćwierćfinał Do 2 frame'ów | Ćwierćfinał Do 2 frame'ów |                  |   | Półfinał Do 2 frame'ów | Półfinał Do 2 frame'ów | Półfinał Do 2 frame'ów |  |  | Finał Do 2 frame'ów | Finał Do 2 frame'ów | Finał Do 2 frame'ów |
|  | Ćwierćfinał Do 2 frame'ów | Ćwierćfinał Do 2 frame'ów | Ćwierćfinał Do 2 frame'ów |                  |   | Półfinał Do 2 frame'ów | Półfinał Do 2 frame'ów | Półfinał Do 2 frame'ów |  |  | Finał Do 2 frame'ów | Finał Do 2 frame'ów | Finał Do 2 frame'ów |
|  |                           |                           |                           |                  |   |                        |                        |                        |  |  |                     |                     |                     |
|  |                           |                           |                           |                  |   |                        |                        |                        |  |  |                     |                     |                     |
|  | Pakistan                  | Muhammad Asif             | 2                         |                  |   |                        |                        |                        |  |  |                     |                     |                     |
|  | Pakistan                  | Muhammad Asif             | 2                         |                  |   |                        |                        |                        |  |  |                     |                     |                     |
|  | Wielka Brytania           | Zac Cosker                | 0                         |                  |   |                        |                        |                        |  |  |                     |                     |                     |
|  | Wielka Brytania           | Zac Cosker                | 0                         |                  |   | Pakistan               | Muhammad Asif          | 0                      |  |  |                     |                     |                     |
|  |                           |                           |                           |                  |   | Pakistan               | Muhammad Asif          | 0                      |  |  |                     |                     |                     |
|  |                           |                           |                           | Xiao Guodong     | 2 |                        |                        |                        |  |  |                     |                     |                     |
|  |                           | Xiao Guodong              | 2                         | Xiao Guodong     | 2 |                        |                        |                        |  |  |                     |                     |                     |
|  |                           | Xiao Guodong              | 2                         |                  |   |                        |                        |                        |  |  |                     |                     |                     |
|  | Indie                     | Sourav Kothari            | 0                         |                  |   |                        |                        |                        |  |  |                     |                     |                     |
|  | Indie                     | Sourav Kothari            | 0                         |                  |   |                        | Xiao Guodong           | 2                      |  |  |                     |                     |                     |
|  |                           |                           |                           |                  |   |                        |                        |                        |  |  |                     |                     |                     |
|  |                           |                           | Cypr                      | Michael Georgiou | 1 |                        |                        |                        |  |  |                     |                     |                     |
|  | Katar                     | Ali Al Obaidly            | Cypr                      | Michael Georgiou | 1 | 0                      |                        |                        |  |  |                     |                     |                     |
|  | Katar                     | Ali Al Obaidly            |                           |                  |   |                        |                        |                        |  |  |                     |                     |                     |
|  | Niemcy                    | Alexander Widau           | 2                         |                  |   |                        |                        |                        |  |  |                     |                     |                     |
|  | Niemcy                    | Alexander Widau           | 2                         |                  |   | Niemcy                 | Alexander Widau        | 1                      |  |  |                     |                     |                     |
|  |                           |                           |                           |                  |   | Niemcy                 | Alexander Widau        | 1                      |  |  |                     |                     |                     |
|  |                           |                           | Cypr                      | Michael Georgiou | 2 |                        |                        |                        |  |  |                     |                     |                     |
|  | Cypr                      | Michael Georgiou          | Cypr                      | Michael Georgiou | 2 | 2                      |                        |                        |  |  |                     |                     |                     |
|  | Cypr                      | Michael Georgiou          |                           |                  |   |                        |                        |                        |  |  |                     |                     |                     |
|  | Polska                    | Sebastian Milewski        | 0                         |                  |   |                        |                        |                        |  |  |                     |                     |                     |
|  | Polska                    | Sebastian Milewski        | 0                         |                  |   |                        |                        |                        |  |  |                     |                     |                     |

Mecz o 3 miejsce:  Muhammad Asif 1-2  Alexander Widau

## Kobiety
Zawody kobiece rozgrywane są w formule sześciu czerwonych. Do zawodów zakwalifikowało się 8 zawodniczek.

### Faza grupowa

#### Grupa A
| Poz. | Zawodniczka       | M | Z | Frejmy wygrane | Frejmy przegrane | Różnica frejmów | Pkt |
| ---- | ----------------- | - | - | -------------- | ---------------- | --------------- | --- |
| 1    | Wendy Jans        | 3 | 2 | 5              | 3                | +2              | 2   |
| 2    | Narucha Phoemphul | 3 | 2 | 4              | 3                | +1              | 2   |
| 3    | So Man Yan        | 3 | 2 | 5              | 4                | +1              | 2   |
| 4    | Natasha Chethan   | 3 | 0 | 2              | 6                | -4              | 0   |

- So Man Yan 2-1 Natasha Chethan
- Wendy Jans 2-0 Narucha Phoemphul
- So Man Yan 2-1  Wendy Jans
- Narucha Phoemphul 2-0 Natasha Chethan
- Narucha Phoemphul 2-1 So Man Yan
- Wendy Jans 2-1 Natasha Chethan

#### Grupa B
| Poz. | Zawodniczka              | M | Z | Frejmy wygrane | Frejmy przegrane | Różnica frejmów | Pkt |
| ---- | ------------------------ | - | - | -------------- | ---------------- | --------------- | --- |
| 1    | Ploychompoo Laokiatphong | 3 | 3 | 6              | 1                | +5              | 3   |
| 2    | Bai Yulu                 | 3 | 2 | 4              | 3                | +1              | 2   |
| 3    | Narantuya Bayarsaikhan   | 3 | 1 | 3              | 4                | -1              | 1   |
| 4    | Fong Mei Mei             | 3 | 0 | 1              | 6                | -5              | 0   |

- Bai Yulu 2-1 Fong Mei Mei
- Ploychompoo Laokiatphong 2-1 Narantuya Bayarsaikhan
- Narantuya Bayarsaikhan 2-0  Fong Mei Mei
- Ploychompoo Laokiatphong 2-0 Bai Yulu
- Ploychompoo Laokiatphong 2-0 Fong Mei Mei
- Narantuya Bayarsaikhan 0-2 Bai Yulu

### Runda finałowa
|  |                        |                          |                        |          |   |                     |                     |                     |
|  | Półfinał Do 2 frame'ów | Półfinał Do 2 frame'ów   | Półfinał Do 2 frame'ów |          |   | Finał Do 2 frame'ów | Finał Do 2 frame'ów | Finał Do 2 frame'ów |
|  | Półfinał Do 2 frame'ów | Półfinał Do 2 frame'ów   | Półfinał Do 2 frame'ów |          |   | Finał Do 2 frame'ów | Finał Do 2 frame'ów | Finał Do 2 frame'ów |
|  |                        |                          |                        |          |   |                     |                     |                     |
|  |                        |                          |                        |          |   |                     |                     |                     |
|  | Tajlandia              | Ploychompoo Laokiatphong | 0                      |          |   |                     |                     |                     |
|  | Tajlandia              | Ploychompoo Laokiatphong | 0                      |          |   |                     |                     |                     |
|  | Tajlandia              | Narucha Phoemphul        | 2                      |          |   |                     |                     |                     |
|  | Tajlandia              | Narucha Phoemphul        | 2                      |          |   | Tajlandia           | Narucha Phoemphul   | 0                   |
|  |                        |                          |                        |          |   | Tajlandia           | Narucha Phoemphul   | 0                   |
|  |                        |                          |                        | Bai Yulu | 2 |                     |                     |                     |
|  |                        | Bai Yulu                 | 2                      | Bai Yulu | 2 |                     |                     |                     |
|  |                        | Bai Yulu                 | 2                      |          |   |                     |                     |                     |
|  | Belgia                 | Wendy Jans               | 0                      |          |   |                     |                     |                     |
|  | Belgia                 | Wendy Jans               | 0                      |          |   |                     |                     |                     |
|  |                        |                          |                        |          |   |                     |                     |                     |
|  |                        |                          |                        |          |   |                     |                     |                     |
|  |                        |                          |                        |          |   |                     |                     |                     |
|  |                        |                          |                        |          |   |                     |                     |                     |
|  |                        |                          |                        |          |   |                     |                     |                     |
|  |                        |                          |                        |          |   |                     |                     |                     |
|  |                        |                          |                        |          |   |                     |                     |                     |

Mecz o 3 miejsce:  Ploychompoo Laokiatphong 2-1  Wendy Jans

## Breaki stupunktowe turnieju
- 141, 109  Muhammad Asif(inne języki)
- 118, 111  Michael Georgiou